# Oeloes Abyjski
De oeloes Abyjski (Jakoets: Абый улууһа, Russisch: Абыйский улус) is een oeloes (gemeentelijk district) in de Russische autonome deelrepubliek Jakoetië. Het bestuurlijk centrum is Belaja Gora.

## Geografie
De oeloes ligt in het noorden van de deelrepubliek, boven de continentale waterscheiding en de poolcirkel tussen de rivieren Jana en Kolyma. In het noorden grenst de oeloes aan de oelos Allaichowski en in het zuiden aan de oeloes Momski. 

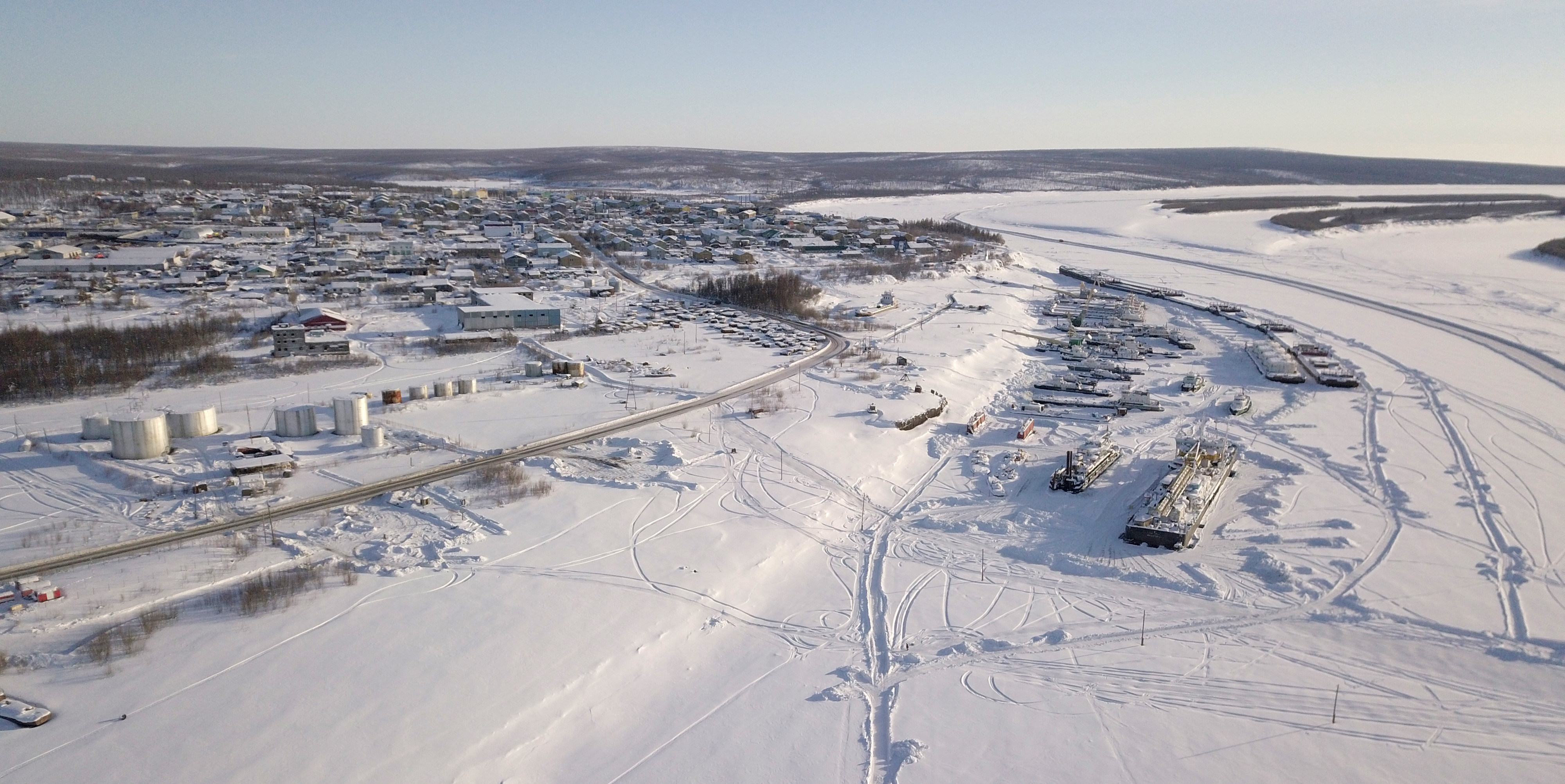
Belaja Gora

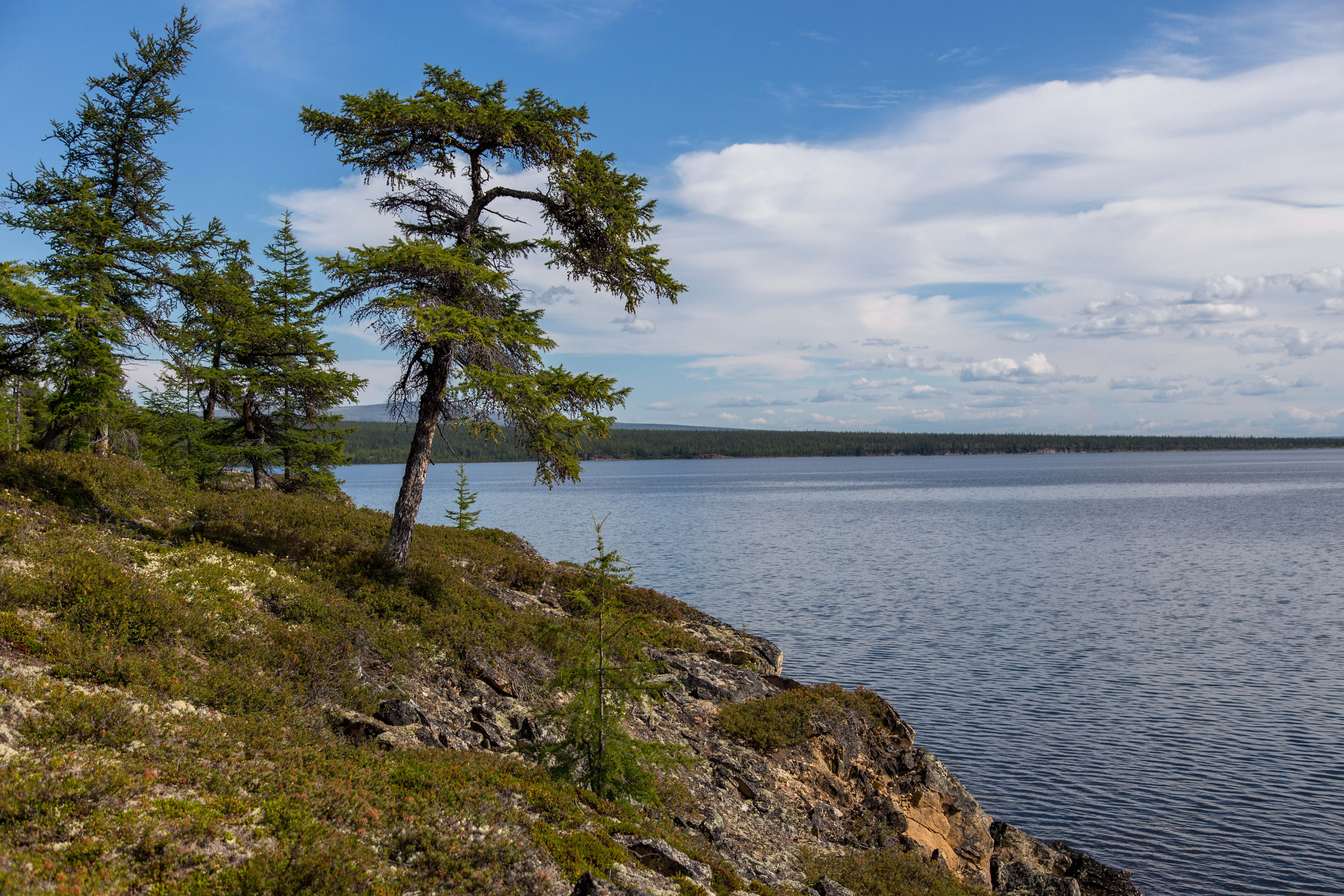
Ozjogino-meer